# レイ・ミュジカ
レイモンド・アレグザンダー・ミュジカ CM （Raymond Alexander Muzyka）は、カナダの投資家、起業家、医師。
元々は医師として訓練を受け、卒業後は救急科や家庭医として開業していたが、コンピュータゲーム開発会社バイオウェアの共同設立者であり、エレクトロニック・アーツ（EA）のバイオウェア・レーベルのCEO、シニア・バイス・プレジデント、ゼネラルマネージャーを務めた。
2012年10月、テクノロジー、ニューメディア、医療、社会起業家へのメンタリングとエンジェル投資、そしてThresholdImpactでのインパクト投資という「第3のキャリア」に乗り出すことを発表した。

## キャリア
ミュジカはアルバータ大学で医学の学位を取得した後、1990年代初頭にグレッグ・ゼスチャック、オーガスティン・イップと共に、1995年に法人化されたバイオウェアを共同設立した。2008年にバイオウェアをEAに売却した後、ミュジカはバイオウェアでのCEO職に加え、EAのゼネラルマネージャー兼バイスプレジデントとなり、その後EAのシニア・バイス・プレジデント兼バイオウェアレーベルのゼネラルマネージャーに昇進した。
プロジェクト開発に加えて、ミュジカはバイオウェアの財務、人事、運営、マーケティング、法務などのビジネス面も管理し、2001年にはウェスタンオンタリオ大学のアイヴィー・スクール・オブ・ビジネスで経営学修士（MBA）プログラムを修了した。 [1992年にアルバータ大学で医学博士号（MD）を取得し、1994年にはカナダ家庭医学会（CCFP）で専門医を取得した。2001年には、「カナダの40歳以下のトップ40」に選出され、2001年にはアーンスト・アンド・ヤングのアントレプレナー・オブ・ザ・イヤー（ソフトウェア・情報部門、Prairies）を受賞、1997年にはBDCのヤング・アントレプレナー・オブ・ザ・イヤーを受賞した。 また、カナダのアルバータ州エドモントンにあるオールド・スコナ・アカデミック高校を卒業し、国際バカロレアプログラムを受講し、卒業した年に世界で4位、北米で1位の成績を収めた。2011年、ミュジカはインタラクティブ芸術科学アカデミー（AIAS）の殿堂入りを果たした。2013年にはGame Developers Choice Awardsから生涯功労賞を受賞し、2017年にはマキュワン大学のAllard Chair in Businessに任命された。2018年にはAlberta Businessの殿堂入りを果たした。 2018年12月27日、ミュジカはカナダ勲章（メンバー）を受章した。 2019年、ミュジカはアルバータ州のスタートアップ起業家コミュニティへの貢献が認められ、アルバータ州ベンチャーキャピタル協会からRod Charko Service Awardを受賞した。
ミュジカはYPO（Young Presidents' Organization）のアクティブメンバーであり、2012年からはA100のチャーターメンバーでもある。また、2013年秋からアルバータ大学ベンチャー・メンター・サービスの創設委員長を務めている。このプログラムは、起業家とメンターの双方に優れたメンターシップ体験を提供することで、アルバータ大学の学生および卒業生の起業家育成を支援することを目的としている。ミュジカは2014年から2020年までアルバータ大学理事会のメンバー、人事・報酬委員会の委員長を務めた。Creative Destruction Lab（CDL West Prime and Health, CDL Rockies Prime, CDL Toronto Health）のメンターも務める。2001年から2008年までAIASの理事も努めた。また、Stollery Children's Hospital Foundationの理事を2012年から2015年末までボランティアとして務めた。
2012年10月、ミュジカはバイオウェアのウェブサイトで、ゲーム業界から引退し、テクノロジー、ニューメディア、医療イノベーション、社会起業家、インパクト投資などの起業家の指導と投資を行う「第3のキャリア」に進むことを発表した。2013年初めには、「持続可能で収益性の高いインパクト投資」に焦点を当てた新会社Threshold Impactを設立することを発表した。
毎年ワールドシリーズオブポーカー（WSOP）やその他のイベントに参加する熱心なポーカープレイヤーであるミュジカは、2006年にスコット・フィッシュマン、クリス・ファーガソン、ペリー・フリードマンなどの著名人が参加した第1回DICEポーカートーナメントで優勝し、ファイナルテーブルでBlizzard Entertainmentのマイク・モーハイムとヘッズアップを行った。また、2010年のDICEトーナメントでは、ファイナルテーブルで3人のプレイヤーと共に再び1位となり、DICEトーナメントで2度優勝した唯一のプレイヤーとなった。2008年WCPC CPTメインイベント(Western Canadian Main Event、Canadian Poker Tour)に出場し、ファイナルテーブルで最終的に4人のプレイヤーと共に優勝し、2008年のWCPCリングを獲得した。2010年のWSOPメインイベントでは7319人中374位でフィニッシュした。

## 関連作品
- Shattered Steel (PC and Mac, 1996)
- Baldur's Gate (PC and Mac, 1998)
  - Baldur's Gate: Tales of the Sword Coast (PC and Mac, 1999)
- MDK2 (Dreamcast and PC, 2000)
- Baldur's Gate II: Shadows of Amn (PC and Mac, 2000)
  - Baldur's Gate II: Throne of Bhaal (PC and Mac, 2001)
- MDK2: Armageddon (PlayStation 2, 2001)
- Neverwinter Nights (PC and Mac, 2002)
  - Neverwinter Nights: Shadows of Undrentide (PC and Mac, 2003)
  - Neverwinter Nights: Hordes of the Underdark (PC and Mac, 2003)
  - Neverwinter Nights: Kingmaker (PC and Mac, 2005)
- Star Wars: Knights of the Old Republic (Xbox and PC and Mac, 2003)
- ジェイド エンパイア 〜翡翠の帝国〜 (Xbox, 2005/PC, 2006)
- Mass Effect (Xbox 360, 2007/PC, 2008/PlayStation 3, 2012)
- ソニッククロニクル 闇次元からの侵略者 (2008)[27]
- Dragon Age: Origins (PC, Xbox 360, PlayStation 3 and Mac, 2009)[28]
- Mass Effect 2 (Xbox 360, PC, 2010)(PlayStation 3, 2011)[29]
- Dragon Age II (PC, Xbox 360, PlayStation 3, 2011)[28]
- Star Wars: The Old Republic (PC, 2011)[30]
- Mass Effect 3 (PC, Xbox 360, PlayStation 3, 2012)[29]

## 受賞歴
2009年、IGNによってバイオウェアの共同設立者であるゼスチャックと共に、歴代ゲームクリエイタートップ100に選ばれた。
2013年3月27日のGame Developers Choice Awardsで、ミュジカは生涯功労賞を受賞した。
2018年12月27日、ミュジカはカナダ勲章を受勲した。